# Saucillo (Chihuahua)
Saucillo es una ciudad del estado mexicano de Chihuahua, localizada en el centro-sur de la entidad, es cabecera del Municipio de Saucillo, y forma parte de una zona del centro del estado dedicada a la agricultura, junto a las cercanas ciudades de Meoqui, Delicias y Camargo. Fue fundado por Luis Alfredo Prado en el año 1876.

## Historia
Formó parte de la antigua misión de San Francisco del Conchos, misma que fundó en 1602 para atender las necesidades de conversión de los numerosos grupos indígenas del área, llamados Conchos. 
El 24 de septiembre de 1717 se escrituró la Hacienda de San Marcos del Saucillo al ilustre español Juan Antonio de Trasviña y El trácelo en terrenos comprendidos desde Julimes hasta La Cruz.
En el paraje donde se edificó el casco de la Hacienda, a un lado de la actual población, a la margen del río Conchos, debió existir algún sauz que posiblemente servía como referencia o punto de orientación. 
El 6 de abril de 1748 fue adjudicada esta Hacienda al Sargento Mayor José Antonio Uranga yerno de Trasviña y Retes. Posteriormente la Compañía de Jesús demandó a sus sucesores para que pagaran un donativo de treinta mil pesos que don Juan Antonio de Trasviña y Retes había ofrecido a favor del Colegio de San Pedro de la Ciudad de México y al no cubrirse el adeudo esta Hacienda fue traspasada a esta Compañía en 1749. 
Su usufructo sirvió para que la mencionada Compañía sostuviera el Colegio que desde 1711 se había fundado en el Real de San Francisco de Cuéllar (hoy Chihuahua) para educar a niños españoles e indígenas. A partir de la expulsión de los jesuitas, la Hacienda de San Marcos pasó a depender la Corona española con la denominación de "temporalidades de los jesuitas", con la facilidad de que los servidores de la corona rentaran los terrenos de esta Hacienda. En 1772 fue arrendada por Francisco Blanco por trescientos pesos anuales. Posteriormente quedó totalmente abandonada. 
En 1811 la Sra. María Josefa Medrano (La Historia escrita originalmente por Francisco R. Almada NUNCA mencionó este nombre, por lo tanto, es a partir de la administración de la Sra. Yolanda Baeza que se rescató la figura de la "Señora Uribe" desconociéndose su nombre) esposa del teniente José Antonio Uribe se radicó en este lugar y a ejemplo de ella quienes empezaron a trabajar parte de estos terrenos fueron los familiares de los militares que al igual que el teniente José Antonio Uribe habitaban en el Cuartel Militar de San Pablo (Meoqui). El nombre de esta pionera apareció en los libros de la Parroquia de San Pablo Meoqui por lo que ya se conocen datos de su vida, su familia y su actividad en la zona. Se le considera una de las pocas mujeres fundadoras en América
En diciembre de 1822 (Oficialmente la denuncia se realizó en 1811) el teniente José Antonio Uribe presentó ante el gobierno de Durango la denuncia de los terrenos comprendidos entre Saucillo hasta Ancón de Carros y el Puerto de Pintas considerando sus cuarenta años de servicios militares en contra de los apaches y comanches, por cuyos terrenos había pagado renta desde que se esposa se estableciera en dicho paraje. 
Su demanda no tuvo respuesta favorable y en 1827 el Gobierno Federal adjudicó estas tierras al Estado de Chihuahua, mismo que procedió a rematar la Hacienda ubicada en el Cantón Rosales. 
En 1830 la compró el súbdito francés Esteban Courcier, produciendo para los grandes centros mineros de Parral y Chihuahua cueros y carne. Para 1850 la Hacienda de San Marcos estaba integrada ya como una comunidad de familias que formaban el poblado de Saucillo, mismo que se vio aumentado por gente procedente de La Cruz. A la muerte de Don Esteban Courcier la Hacienda pasó a su viuda la Sra. Antonia Beatriz de Tastet, misma que la traspasó a Don José María Horcasitas en 1877, quién a su vez la rentó al Sr. Pedro Zuloaga(La Sociedad Chihuahuense de Estudios Históricos, así como el Diccionario de Historia, Geografía y Biografía Chihuahuenses no mencionan los anteriores eventos). 
El Lic. Benito Juárez, antes de su regreso a la Ciudad de México visitó esta población el 12 de diciembre de 1866. 
En 1878 un grupo de personas encabezadas por el Sr. Porfirio Armendáriz (Oficialmente se establece a Don José María Armendáriz como Albacea y comprador de 100 terrenos propios para la agricultura a los herederos de Don Esteban Courcier dueños de la Hacienda) se interesaron en comprar la Hacienda de San Marcos a Don José María Horcasitas y el 7 de marzo de ese año fue adquirida esta Hacienda de ochenta y siete mil setecientos ochenta hectáreas en cincuenta mil pesos. 

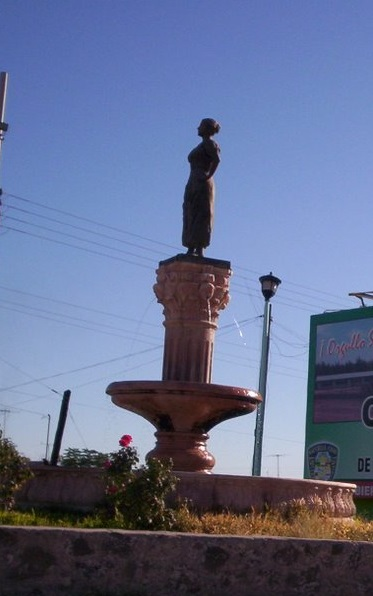
Señora Uribe, fundadora de Saucillo

Los adquirientes fueron: Porfirio Armendáriz, Javier Uranga, Isabel Velarde, José María González, Félix Lara, Gregorio Salgado, Mateo Ornelas, Francisco Gándara, Manuel Terrazas, José María Urrutia, Francisco Rodríguez, José María Arriola, Primitivo Urrutia, Justo Márquez, Tomás Minjárez, Luis Domínguez Franco, Dionisio Enríquez, Carpio Gómez, Jesús Licón, Manuel Acosta, José de la Luz Acosta, Próspero Rubio, Faustino Acosta, Atanasio Tinajero, Tiburcio Carrasco, José Lara, Santos Acosta, Teófilo Castillo, Antonio Flores, José de la Paz Aguirre, Dolores Solís, Asisclo Armendáriz, Simón Muñoz, Nicolás Armendáriz, Mariano Portillo, Pablo Carmona, Dionisio Romero, Luciano Franco, Anastasio Domínguez, Cresencio Márquez, Andrés Guevara, Cipriano Arriola, José Manuel Domínguez, Serafín Villota, Nicomedes Armendáriz, Francisco Aguirre, Miguel Armendariz, Guadalupe Villa, Nicolás Chávez, Amado Cueto, Cástulo Baca, Fermín Muñoz, Eleuterio Acosta, Trinidad Jurado, Ursulo Rodríguez, Jorge Álvarez, Agustín Velarde, Félix García, Felipe Pineda, Eligio Moncada, Francisco Portillo y Perfecto Portillo. 
De 1887 a 1897 las tierras y parte de la población fueron inundados por las fuertes lluvias, por lo que se decidió trasladar a la población un poco más a la izquierda de la orilla del río. 
El 27 de julio de 1889 el pueblo de Saucillo quedó constituido en sección municipal de Rosales y el primer representante electo fue el Sr. Primitivo Urrutia Terrazas. El 27 de noviembre de 1896 por decreto del Congreso del Estado, Saucillo adquiere la categoría de municipio, desligándose del de Rosales.